# Occidryas huellemanni
Occidryas huellemanni är en fjärilsart som beskrevs av Comstock 1926. Occidryas huellemanni ingår i släktet Occidryas och familjen praktfjärilar. Inga underarter finns listade i Catalogue of Life.